# Rhamphomyia kjellmanii
Rhamphomyia kjellmanii är en tvåvingeart som beskrevs av Holmgren 1880. Rhamphomyia kjellmanii ingår i släktet Rhamphomyia och familjen dansflugor. Inga underarter finns listade i Catalogue of Life.